# 呂策勞島

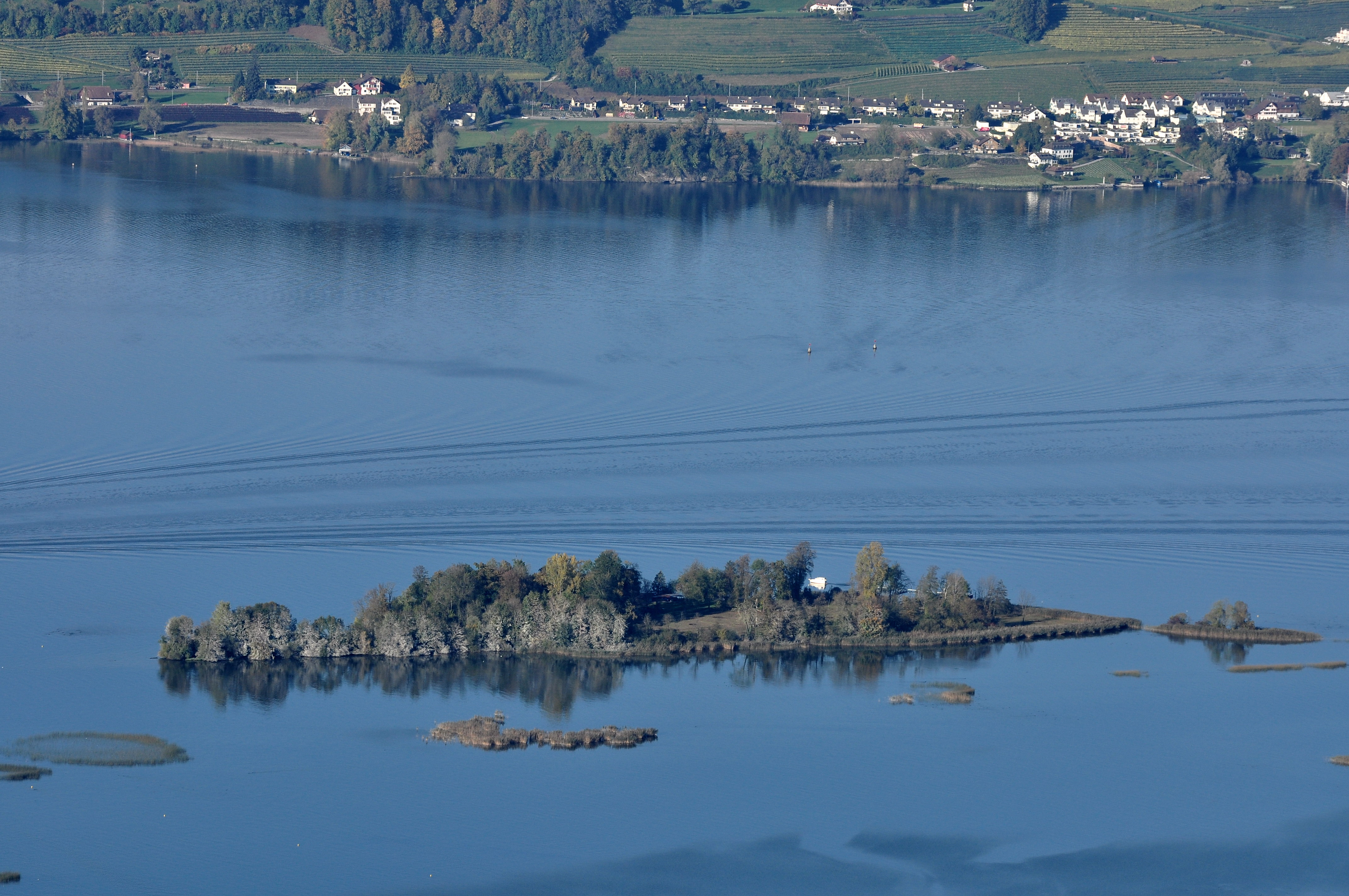

呂策勞島是瑞士的島嶼，位於蘇黎世湖，由施維茨州負責管轄，長0.3公里、寬0.15公里，面積3.38公畝，該島在約10,000年前形成，該島自1927年成為保護區，島上無人居住。

## 外部連結
- Lützelau official website（页面存档备份，存于） （德文）

47°13′15.97″N 8°47′35.49″E / 47.2211028°N 8.7931917°E